# Bart Gets a “Z”
«Bart Gets a „Z“» (с англ. — «Барт получает единицу») — второй эпизод двадцать первого сезона мультсериала «Симпсоны». Премьера эпизода в США состоялась 4 октября 2009 года на телеканале FOX. Сценарий эпизода написан Мэттом Сельманом, режиссёром стал Марк Киркланд.

## Сюжет
Мисс Крабаппл, увидя то, что дети на уроках заняты только своими мобильными телефонами, изымает у них устройства. Это злит Барта и других детей, и они решают, что ей нужно «отдохнуть». Барт в это время видит, как Гомер себя ведёт после нескольких банок пива, и дети решают подмешать своей учительнице в кофе алкоголь, который позже украдут у своих родителей. После нескольких кружек кофе со спиртным, выпитых мисс Крабаппл на уроке, она становится пьяной и начинает непристойно себя вести на концерте, посвящённом дню отъезда учеников-участников программы по обмену школьниками, после чего директор Скиннер вынужден её уволить.
Директор Скиннер принимает на работу новоиспечённого выпускника Университета Тафтс, Захари Ванга. Придя в класс, Захари тут же отдал детям их мобильные телефоны и разрешил пользоваться электронными устройствами для работы в классе. Барт делится с матерью впечатлениями о новом учителе, но Мардж заботится о мисс Крабаппл, а Лиза сомневается в компетенции Захари преподавать в школе. Барт приходит навестить мисс Крабаппл и видит, что огонь в её глазах потух. Тогда они с Милхаусом встречаются в книжном магазине и покупают для Эдны книгу самопомощи под названием «Ответ», которая должна осуществить все её заветные желания. Мисс Крабаппл вначале скептически относится к этой книге, но позже загадывает желание и с помощью этой книги его осуществляет, открыв булочную.
Однако, когда Барт непреднамеренно признается, что ему пришла в голову идея добавить в ее кофе алкоголь и, следовательно, он несет ответственность за ее увольнение, Эдна приходит в ярость и говорит ему, что ее настоящей мечтой было стать учителем, и теперь у нее большие долги как конкуренция со стороны других недавно открытых магазинов кексов. Уничтожая книгу самопомощи, Эдна заявляет, что Барт — единственный ребенок, которого она когда-либо встречала, который «плох внутри».
Барт, глубоко обеспокоенный заявлением Эдны, пробирается в школу поздно вечером, чтобы накормить Зака энергетическим напитком «Blue Bronco» и вернуть Эдне старую работу, но не может смириться с этим и вместо этого решает сказать Скиннеру правду и подвергается наказанию. Скиннер рад, что Барт был честен, и соглашается наказать его за это, но говорит ему, что он не может просто повторно нанять Эдну, когда Зак хорошо выполняет свою работу на ее месте. Их разговор внезапно прерывается воинственно пьяным Заком, который по иронии судьбы втайне подмешивает водку в свой напиток и издевается над школьниками, говоря им, что у них нет будущего, потому что их образование не поможет им добиться реальных результатов в жизни. Садовник Вилли утаскивает Зака с замечанием: «Всегда лучшие сходят с ума быстрее всех», и Эдна восстанавливается. Барт надеется, что между ним и Эдной не будет обид. Она отвечает, заставляя каждого ученика в классе съесть несвежий кекс (в противном случае она что-то устроит первым попавшийся на правду, что кекс невкусный, по лицу Эдны, которая смотрела на Барта), как часть ее «мести на основе кексов», и улыбается, глядя в окно на исторических фигур из «Ответа», которые одобрительно кивают, показывая, что в конце концов, она полностью приняла учения книги самопомощи. Они исчезают во вспышке дыма, поскольку стиль текста финальных титров имитирует стиль одной известной книги.

## Аудитория
Этот эпизод во время премьерного показа в США посмотрело примерно 9,32 миллиона человек, что превышает показатель предыдущей серии.
Обозреватель сайта IGN.com заявил, что не нашёл этот эпизод ни смешным, ни ужасным. По его словам, эпизод можно оценить как средний из тех, что уже вышли.

## Культурные отсылки
- Фильм «Ответ» — пародия на фильм Секрет